# 卡内别克·伊萨科夫
卡内别克·阿卜杜瓦西托维奇·伊萨科夫（1969年6月4日—2020年11月12日），吉尔吉斯斯坦语言学家、教育家，曾任教育科学部长、奥什国立大学校长。

## 生平
1969年6月4日生于吉尔吉斯苏维埃社会主义共和国奥什州诺奥卡特区扎内-诺卡特。1986年在集体农场参加工作。1987年进入奥什国立大学吉尔吉斯语言文学系学习，期间曾在军队服役。1993年毕业后留校任教。2001年获副博士学位。2000年至2006年，担任奥什国立大学副校长。2006年至2011年，担任奥什国立人文学院院长。2011年获语文学全博士学位，论文《吉尔吉斯寓言形成和发展过程的本质和来源》。2011年至2019年，担任奥什国立大学校长。2019年9月至2020年10月14日，担任吉尔吉斯斯坦教育和科学部长。2020年11月12日因2019冠状病毒病逝世。